# Stora stygga vargen
Stora stygga vargen är en figur i folksagan Tre små grisar. Den är numera mest känd genom Disneys tecknade kortfilm Tre små grisar, samt efterföljande filmer och tecknade serier.
Vargar har förekommit i flera europeiska folksagor, från Aisopos Pojken och vargen till bröderna Grimms Rödluvan, och kännetecknas genomgående av att de med sin slughet och list är ett ständigt påtagligt hot mot människor eller andra djur. Även i tecknade serier, som i många hänseenden är inspirerade av folksagorna, förekommer liknande vargar, bland annat Vargen i serierna om Bamse.
Hos Disney har han (på svenska) fått namnet Zeke M. (Midas) Varg och är far till Lilla stygga vargen. De båda figurerna stavas där även som Stora Stygga Vargen respektive Lilla Stygga Vargen.